# Gibbularctus
Gibbularctus is een geslacht van kreeftachtigen uit de familie van de Scyllaridae.

## Soort
- Gibbularctus gibberosus (de Man, 1905)